# Драгана Ђорђевић (гимнастичарка)
?
Драгана Ђорђевић (1914— ? ) је била југословенска гимнастичка репрезентативка.

## Резултати
ЛОИ 1936. Берлин
Два пута је учествовала на Летњим олимпијским играмаким 1936. и 1948..
На Играма 1936. у Берлину такмичила се у дисциплини гимнастички вишебој у екипној конкуренцији за жене. Екипу је чинило осам гинастичарки: Душица Радивојевић, Лидија Рупник, Марта Пустишек, Олга Рајковић, Драгана Ђорђевић, Анчка Горопенко, Катарина Хрибар и Маја Вершеч. На основу збира појединачних резултата у три дисциплине, направљен је пласнам у оквиру репрезентације, а шест првопласираних, од осам чланица репрезентације, такмичиле су се у другом кругу односно групној вежби. Сви резултати првог и друго дела су се сабрали и добијен је резултат и пласман екипе Југославије, која је заузела четврто место са 485,60 бодова.
Појединачни резултати Драгане Ђорђевић
| Дисциплина         | Бодови | Пласман |
| ------------------ | ------ | ------- |
| Прескок            | 20,50  | = 23    |
| Двовисински разбој | 21,90  | = 13    |
| Греда              | 18,80  | 46      |
| Укупно             | 61,20  | 34      |

 Знак једнакости = код појединачног пласмана значи да је делила место
Резултатом 61,20 Драгана Ђорђевић је била пета у репрезентацији, па је учествовала у другом кругу - групној вежби, где су репрезентативке освојиле 	115,10 бодова.
ЛОИ 1948. Лондон
После 12 година на првим послератним Олимпијским играма 1948. у Лондону Драгана Ђорђевић је поново у репрезентативном саставу. Овог пута репрезентација је у конкуренцији 11 земаља учесница освојила седмо место са 397,90. Састав репрезентације: Вида Гербец, Драгана Ђорђевић, Ружа Војск, Драгиња Ђипаловић, Тања Жутић, Драгица Баслетић, Златица Мијатовић, Нежа Черне Појединачи резултат Драгане Ђорђевић 47,60 је био други по вредниости у репрезентацији, па је учествовала у другом кругу - групној вежби, где су репрезентативке освојиле 119,00 бодова.
СП 1950. Базел
На првом Светско првенству 1950. у Базелу у репрезентацији Југославије је наступила и Драгана Ђорђевић. Жене су се такмичиле само у екипном вишебоју. Репрезентација је била четврта од седам земаља учесница, а Ђорђевићева је била 32. од укупно 52 гимнастичарке. Репрезентација је наступила у саставу:Вида Гербец, Анка Дринић, Татјана Хрибар, Милица Рожман, Драгана Ђорђевић, Нежа Черне, Ружа Војск и Тереза Кочиш.